# ТЕС Тонгі
23°53′47″ пн. ш. 90°24′44″ сх. д. / 23.89639° пн. ш. 90.41222° сх. д.
ТЕС Тонгі – теплова електростанція на північній околиці Дакка, місті Тонгі, яка належить державній компанії Bangladesh Power Development Board (BPDB). 
У 2005-му на майданчику станції ввели в експлуатацію встановлену на роботу у відкритому циклі газову турбіну General Electric 9001E потужністю 105 МВт. У 2018/2019 році фактична чиста паливна ефективність ТЕС становила лише 19,3%.
Станція споживає природний газ, який надходить по відгалуженню від трубопроводу Тітас – Дакка.
Видача продукції відбувається по ЛЕП, розрахованій на роботу під напругою 132 кВ.
Фактична робота станції супроводжувалась певними ускладненнями. Так, в 2017 та 2018 роках вона взагалі не виробляла електроенергію.